# Denis Calincov
Denis Calincov (ur. 15 września 1985 w Kiszyniowie) – mołdawski piłkarz występujący na pozycji pomocnika. Zawodnik klubu Spicul Chișcăreni.

## Kariera klubowa
Calincov karierę rozpoczynał w 2001 roku w Zimbru Kiszyniów, grającym w pierwszej lidze mołdawskiej. W 2002 roku został zawodnikiem belgijskiego Anderlechtu. Przez pierwsze dwa sezony nie rozegrał tam żadnego spotkania, a w trzecim został wypożyczony do holenderskiego Heerenveen. W Eredivisie
zadebiutował 22 stycznia 2005 w wygranym 2:1 meczu FC Den Bosch. Po sezonie 2004/2005 Calincov przeszedł do Heraclesa Almelo, także grającego w Eredivisie i spędził tam sezon 2005/2006. W jego trakcie, 5 listopada 2005 w zremisowanym 2:2 spotkaniu z AZ Alkmaar, zdobył swoją pierwszą bramkę w Eredivisie.
W 2006 roku Calincov odszedł do SC Cambuur, występującego w Eerste divisie. W jego barwach nie zagrał jednak ani razu i po sezonie 2006/2007 odszedł z klubu. Następnie grał w mołdawskiej drużynie Academia UTM Kiszyniów, a w 2009 roku przeszedł do azerskiego Xəzəru Lenkoran. Spędził tam sezon 2009/2010, a potem wrócił do Mołdawii, gdzie występował w pierwszoligowych zespołach CSCA-Rapid Kiszyniów, Dacia Kiszyniów, Rapid Ghidighici, Academia UTM Kiszyniów, Veris Kiszyniów, FC Tiraspol oraz Speranța Nisporeni.
W 2016 roku Calincov został zawodnikiem drugoligowego Spiculu Chișcăreni.

## Kariera reprezentacyjna
W reprezentacji Mołdawii Calincov zadebiutował 20 sierpnia 2003 w przegranym 0:2 towarzyskim meczu z Turcją, a 10 czerwca 2009 w zremisowanym 2:2 towarzyskim pojedynku z Białorusią strzelił swojego pierwszego gola w kadrze. W latach 2003–2014 w drużynie narodowej rozegrał 21 spotkań i zdobył 2 bramki.